# Oljeseparator

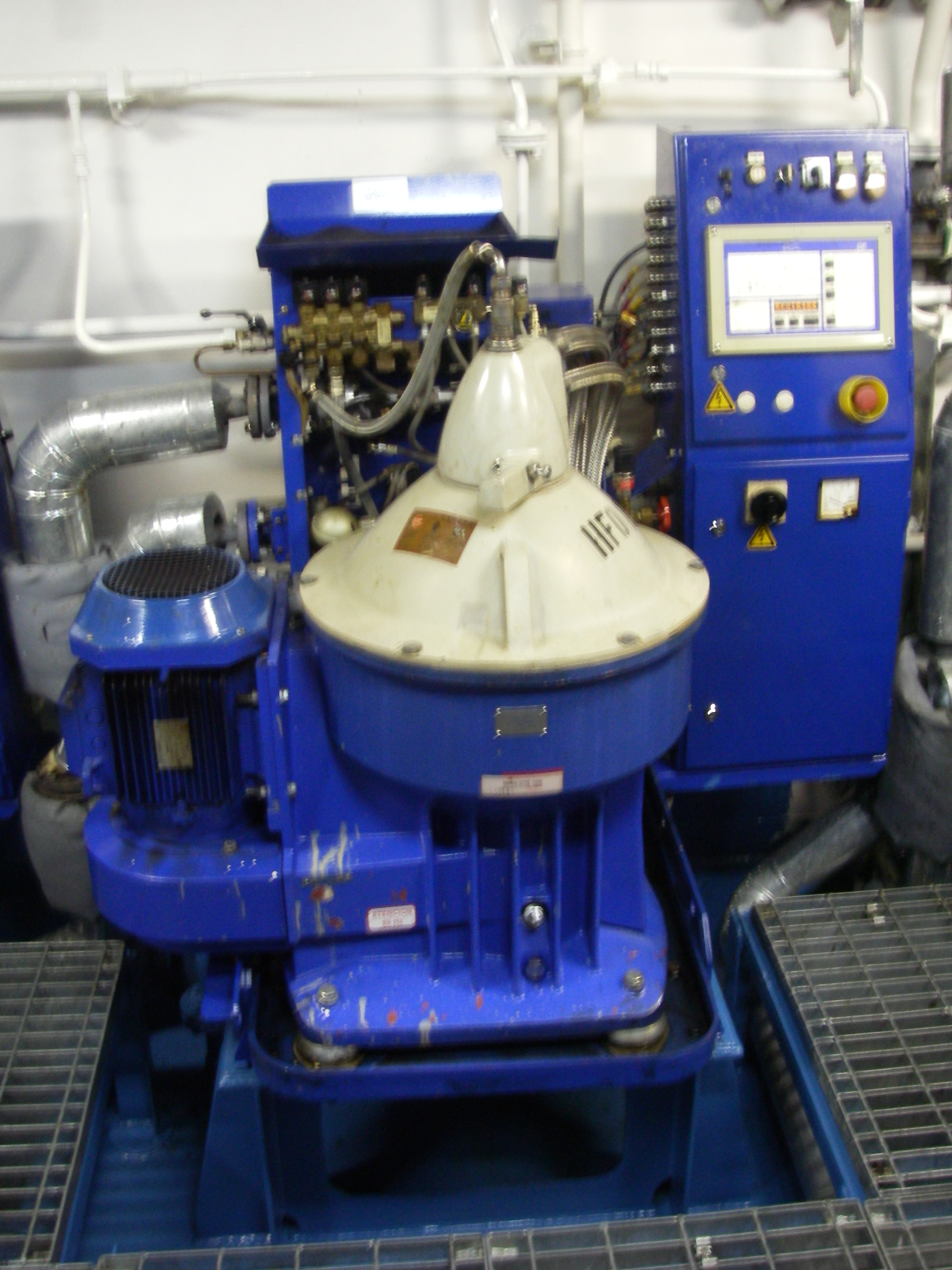
En separator för tjockolja i ett Tankfartyg

En oljeseparator är en apparat som renar olika typer av olja genom att separera bort vatten och partiklar från oljan. Separatorer används i fartyg för att rena smörjoljan och bunkeroljan. Idag används nästan uteslutande centrifugalseparatorer, vilket denna artikel behandlar.

## Separatorns principer
Separatorn består av en komponent som kallas för kulan som roterar med mycket hög hastighet (runt 10 000 rpm) inne i ett slutet utrymme. Oljan som skall separeras släpps in i toppen av kulan och leds ned till botten. Sedan drar separatorn nytta av vätskors och materials olika densitet för att separera dem från varandra. I kulan sitter en mängd tunna koniska stålplattor. Eftersom oljan har lägre densitet än vattnet och partiklarna så kommer den rena oljan transporteras mellan de koniska plattorna till mitten av kulan, medan föroreningarna hamnar i kulans periferi. Med jämna intervaller öppnas utlopp i kulans periferi och föroreningarna släpps ut. Detta kallas för att separatorn skjuter.

## Separatortyper

### Purifikator
I en purifikator leds den orenade oljan in genom inloppet (1) till fördelaren (10) och ut till uppledningsslitsarna i de koniska plåtarnas periferi. Oljan strömmar därefter genom plåtsatsens kanaler in mot separatorkulans centrum och fortsätter upp mot utloppet där en oljeskalskiva (11) pumpar ut den renade oljan genom oljeutloppet(2).
Föroreningar och vatten som är tyngre än oljan avsätter sig genom centrifugalkraftens inverkan på insatsplåtarnas undersidor och leds därmed mot plåtsatsens periferi och vidare mot slamutrymmet i kulans utkant (8) där slammet samlas mot kulväggen. Med jämna mellanrum öppnas avlopp i kulväggen och slammet leds ut. Detta kallas för att separatorn skjuter.
Vattnet lämnar separatorn genom att strömma upp genom kanalen mellan den översta plåten (6) och kulhuven (9) till vattenutloppet (3). Vattnet kan antingen av sig självt släppas ut genom avloppet eller pumpas ut av en vattenskalskiva (4).
För att förhindra att oljan lämnar purifikatorn samma väg som vattnet är separatorkulan försedd med ett vattenlås (8) som åstadkoms genom att kulan delvis fylls med vatten innan oljan tillförs. När oljan sedan tillförs bildas en gränsyta (7) mellan oljan och vattnet. Denna gräns kallas för separatorns interface och bestäms av den så kallade reglerbrickan (12) som är placerad i separatorkulans hals omedelbart under vattenskalskivan eller som överströmningskant vid fritt utlopp. 
Reglerbrickans diameter måste väljas så att gränsytan mellan olja och vatten bildas i utrymmet mellan plåtsatsen (5) och överplåtens (7) ytterkant. Väljs för stor reglerbricka hamnar gränsskiktet utanför överplåten och vattenlåsbrott inträffar. Oljan kommer då att lämna purifikatorn via vattenutloppet. Väljs istället liten reglerbricka hamnar gränsskiktet inne i plåtsatsen och vattnet kommer att följa med ut genom utloppet för den renade oljan. Var interfacen hamnar påverkas av oljans densitet, viskositet, temperatur samt flödesmängden. Rätt bricka måste därför väljas genom utprovning för varje ny olja som skall separeras. Därför väljer man största möjliga diameter som inte ger vattenlåsbrott.

### Klarifikator
Till skillnad från purifikatorn har klarifikatorn endast västskeutlopp för den renade oljan. Istället för reglebricka är klarifikatorn försedd med en klarifikatorbricka som helt stänger vattenutloppet. Överplåten kan därvid göras kortare då man inte behöver kontrollera gränsytans läge för att upprätthålla ett vattenlås. Klarifikatorer används ofta i serie efter med en purifikator för att säkerställa en fullgod utseparering av fasta föroreningar. Utseparerat vatten töms tillsammans med slammet när separatorn skjuter.

### ALCAP-separator
ALCAP är namnet på den teknik som Alfa Laval har utvecklas där en givare mäter vattenhalten i oljans utlopp. En ALCAP-separator är i stort sett en blandning de två ovan nämnda separatortyperna. I likhet med purifikatorn är den försedd med vätskeavlopp för såväl vatten som olja. Under normal drift används emellertid inte vattenutloppet utan vattnet släpps ut i kulans periferi, på samma sätt som i klarifikatorn. Endast i de fall då den mängd vatten som skall separeras överstiger en viss gräns öppnas vattenavloppet och vattnet dräneras ut som i purifikatorn.